# Mary Quant
Barbara Mary Quant, född 11 februari 1930 i Blackheath i London, död 13 april 2023 nära Albury i Surrey, var en brittisk modeskapare. Hon hade stort inflytande på 1960-talets mode, genom skapandet av "Chelsea look". Hon blev en central figur i det Londonbaserade modet med bland annat minikjolar och hotpants, inspirerat av den motkultur som växt fram i västra London under 1950-talet.

## Biografi

### Bakgrund
Quant var dotter till walesiska lärare, Jack Quant och Mildred Quant (född Jones), som kom från gruvarbetarfamiljer. Föräldrarna hade båda fått stipendier och studerat vid Cardiff University.
Mary Quant studerade och avlade på 1950-talet examen i illustration vid Goldsmith's College of Art. Studierna inleddes efter att föräldrarna vägrat låta dottern delta i en modekurs. Som barn tyckte hon inte om att behöva överta "avlagda kläder" och försökte göra egna kläder från fem års ålder.

### Tidig karriär
Quant var vid mitten av 1950-talet en av medlemmarna i det sällskap som kallades "The Chelsea Set", en grupp bohemer som hängde på kaféer och jazzklubbar i Soho. Detta inkluderade kaféet The Fantasie som drevs av Archie McNair. En av sällskapets medlemmar, aristokraten Alexander Plunkett-Greene blev 1957 Quants make och bollplank under kommande år. De två hade 1953 mötts under Quants studier vid Goldsmiths College.
Quant öppnade sin första klädesaffär år 1955 på King's Road i London, och den fick namnet Bazaar. Affären startades i samarbete med Plunkett-Greene och McNair. I källaren under hade Plunkett-Greene en liten jazzklubb. Bazaar var vid denna tid en av Londons få butiker som inte fokuserade på haute couture eller kläder inspirerade av denna, och efter svårigheter att få tag på de klädesplagg hon ville sälja i butiken började hon 1956 själv skapa egna kläder. Quant bidrog till den modemässiga formgivningen av den mod-kulturen samt "Chelsea look".

### Ett nytt mode
1963 började hon, som en självlärd kläddesigner, producera billigare kläder under Ginger Group-märket. Hon hade då hämtat inspiration från den motkultur som under 1950-talet vuxit fram i de västra delarna av London, men även från mod-kulturen (förkortning för modernister) och dess koppling till italienskt sportmode. Quant ville med den egna klädlinjen sätta stopp för det tidigare snobberiet kring mode, och hon ville att kläderna skulle fungera som bekväma vardagsplagg. Butiken skulle enligt henne vara som en sofistikerad godisaffär för vuxna där kvinnor skulle kunna komma in i butiken och leka med färger och bara ha kul. Quants enkla, färgstrålande och koordinerade kläder passade sextiotalets ideal, och hon tillhörde till skillnad från många tidigare modeskapare samma generation som sina tilltänkta kunder.
Quants butik kom att fungera som en fokuspunkt för den nya mode- och ungdomskulturen i London, ibland beskriven som Swinging London eller Swinging Sixties. Denna inkluderade den nya brittiska pop- och rockmusiken och hade sitt centrum runt King's Road i Chelsea, där beatnik-kultur och gatumode lyftes fram av "the Chelsea Set". Skyltningen i Bazaar gjordes medvetet spektakulär, vilket genererade uppmärksamhet och intresse för det nya modet.
En andra Bazaar-butik i Knightsbridge drevs mellan 1957 och 1969. 1965 köptes Quants unika och prisvärda klädlinje för unga kvinnor av kedjan J.C. Penney för massproduktion till den amerikanska marknaden.

### Innovationer och samarbeten

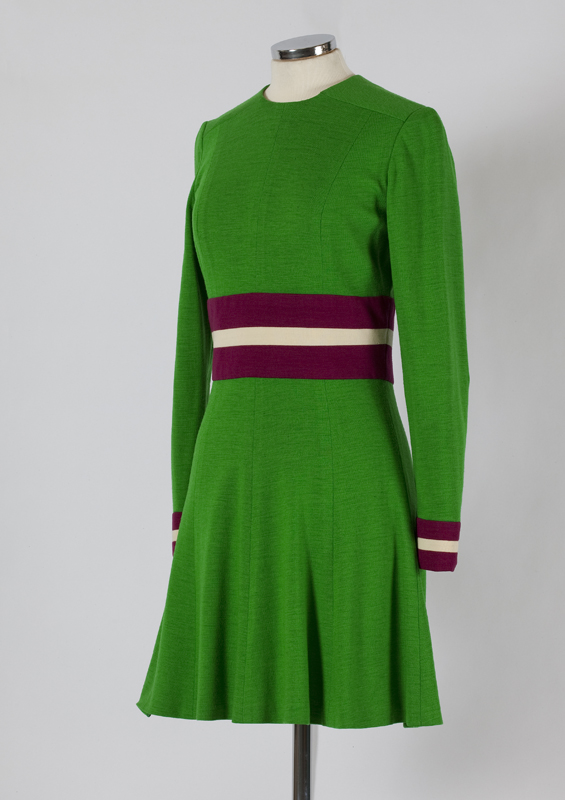
Minikjol av Quant

Till hennes innovationer eller populariseringar hörde minikjolen (1965), färgade strumpbyxor, åtsittande tröjor och ett stort urval av PVC-kläder. Dessas glansiga yta fick den att se våt ut och kallades wet-look. 1966 uppfann hon den nya byxvarianten hotpants. Året innan hade hon lanserat sin första kompletta kollektion med regnkläder och de första badkläderna.
Minikjolen är det plagg som mest sammankopplas med Mary Quant och 60-talets mode, även om hon inte uppfann klädtypen. Hon sägs ha tagit inspiration av den franske skräddaren André Courrèges som gjorde de kortaste kjolarna i Paris. Quant valde att skapa ännu kortare kjolar. Kläderna var alltid enkla i sin design och kändes ungdomliga. Kjolarna, klänningarna och kapporna hade gemensamt att de alltid var lätta att ta av och på och tanken var ofta att plaggen skulle gå att springa till bussen i.
Quant hade även ett gott samarbete med frisören Vidal Sassoon. Detta resulterade i bobfrisyren, den korta kvinnofrisyr som introducerades vid denna tid. 1966 lanserade hon även produktion och marknadsföring av kosmetika under varumärket Mary Quant Cosmetics.

### Senare år
Under första halvan av 1970-talet fortsatte Quants verksamhet och påverkan på modeindustrin. 1973–1974 arrangerade London Museum i Kensington Palace en retrospektiv utställning betitlad Mary Quant's London.
Från det sena 1970-talet producerade Quants företag damkläder av hög kvalitet, vid sidan av inredningsdesign åt den brittiska firman ICI, vilket inkluderade sängkläder, mattor och tapetmönster. Här inkluderades även badkläder, juveler (från 1975) samt kosmetika och hudvårdsprodukter. Hon introducerade även hudvårdsprodukter riktade mot en manlig kundkrets och gav ut böcker i ämnet; 1972 formgav hon slipsar. 1978 prövade hon marknaden för barnkläder.
13 april 2023 avled Mary Quant i sitt hem i Albury i Surrey, söder om London.

## Erkännande
1966 tilldelades Mary Quant Brittiska imperieorden. 1990 fick hon ta emot Hall of Fame Award av British Fashion Council, och 2015 adlades hon av drottningen för sina insatser för modeindustrin. 2009 figurerade hon på brittiska frimärken.